# Алаколь (Амангельдинский район)
Алаколь (каз. Алакөл) — упразднённое село в Амангельдинском районе Костанайской области Казахстана. Ликвидировано в 2013 году. Входило в состав Кабыргинского сельского округа. Находилось примерно в 31 км к юго-западу от села Амангельды. Код КАТО — 393453200.

## Население
В 1999 году население села составляло 56 человек (27 мужчин и 29 женщин). По данным переписи 2009 года в селе проживали 24 человека (14 мужчин и 10 женщин).